# Ян Кицкий
Ян (Антоний) Кицкий (пол. Jan (Antoni) Kicki; 1714? — конец XVIII века) — государственный и военный деятель Речи Посполитой, мечник великий коронный (с 1773), последний воевода русский (1791—1794).

## Биография
Представитель польского шляхетского рода Кицких герба «Гоздава». Сын подсудка и подкомория цишановского Александра Кицкого и его жены Констанции Пшедвоевской.
Должности: мечник червоногородский (1748—1764), подстолий червоногородский (1764—1765), староста окнинский (1744 или 1746) и львовский (1769—1773), мечник великий коронный (с 1773), воевода русский (1791—1794).
В молодости был при дворе каштеляна краковского Станислава Понятовского. С 1753 года стал регентом младшего Станислава Понятовского в старостве пшемысльском. В 1760 году Ян Кицкий был избран послом (депутатом) от Подольского воеводства на сейм. В 1762 году, будучи сторонником Чарторыйских, подписал манифест в поддержку дворянства Алоизия Фредерика Брюля.
В 1764 году Ян Кицкий был избран послом (депутатом) от Подольского воеводства на сейм, где поддержал избрание Станислава Августа Понятовского на королевский престол.
В 1768 году он был избран депутатом и маршалком Коронного трибунала Малопольской провинции, получил 30 тысяч злотых возврата собственных средств как маршалок. Стал камергером Станислава Августа, кавалером Ордена Святого Станислава. Вместе с Фелицианом Корытовским оборонял Львов от нападений барских конфедератов.
Получил во владение столовых имений: войтовство в Свиднике (1768), Брилинцы в Пшемысльской земле (1769), Скнилов в Львовском повете (1771), который выкупил у правительства в 1776 году за 9 600 злотых. В 1773 году стал старостой трахтемировским. 28 декабря 1773 года Ян Кицкий получил должность мечника великого коронного.
В 1777—1780 годах — комиссар департамента полиции. В 1780 году стал ротмистром народной кавалерии и кавалером Ордена Белого орла.
Был горячим сторонником короля Станислава Августа Понятовского. Король в одном из писем писал, что ценит его как реликвию, оставленную отцом. Король обещал ему передать должность воеводы подольского, но из-за отсутствия вакансии Ян Кицкий получил предложение на должность воеводы белзского. 4 февраля 1791 года был назначен воеводой русским после того, как Теодор Потоцкий отказался от претензий на эту должность.
В старости Ян Кицкий проживал в своём имении в Ростоки на Волыни, а скончался в Михалполе (Подолия). После разорения банков хранил свои деньги в монастыре Капуцинов в Варшаве.
Ян Кицкий не был женат и не оставил после себя детей. Его имущество унаследовали ближайшие родственники.